# Fotografiska museet, Stockholm
Fotografiska museet var en fristående avdelning inom Moderna museet i Stockholm åren 1971–88.
År 1964 köpte svenska staten in The Helmut Gernsheim Duplicate Collection och året därefter Helmer Bäckströms fotohistoriska samling, som en start för ett fotografiskt museum i Sverige. Historien bakom dessa båda inköp är förknippad med de starka grupper som bildades under 1940-talet och sedermera formerade sig i Fotografiska Museets Vänner (FMV). Fotografiska Museet (FM) inrättades 1971 som en egen avdelning inom Moderna Museet. För första gången kunde man ha en kontinuerlig utställningsverksamhet för fotografisk bild. Fotografiska museet invigdes 1971 i den gamla servitrisbyggnaden i anslutning till Moderna museets lokaler på Skeppsholmen.
Inför inflyttningen i den nya museibyggnaden genomgick museet en omorganisation och år 1998 upphörde Fotografiska museet. Fotografisamlingen blev en integrerad del i Moderna museets samlingar och ordinarie verksamhet.

## Fotografibiblioteket
Fotografibiblioteket byggdes upp parallellt med samlingen av fotografi vid Moderna Museet. Biblioteks lokaler låg i Prästgården bredvid själva museet. 
Vid inflytten i den nya museibyggnaden 1998 placerades biblioteket i särskilt verksamhetsplanerade lokaler mitt inne i den nya museibyggnaden på plan 2. Läsplatser fanns på en mezzaninvåning över själva bokhyllorna. Biblioteket låg sedan kvar där fram till 2007 när en ombyggnad inleddes för Pontus Hulténs visningsmagasin. Visningsmagasinet öppnade året efter i samband med museet femtioårsjubileum. Biblioteket flyttades då till Hus 21, eller Sjökarteverket, på Skeppsholmen. Biblioteket är fortfarande tillgängligt i samma byggnad, men är sedan 1 juli 2013 sammanslaget med Konstbiblioteket till det nya Konstbiblioteket - specialbibliotek för konst, fotografi och design.

### Fotografibibliotekets samlingar
Fotoboken och möjligheten att trycka fotografiska bilder har en nära relation till mediets historia och spridning. I diskussionerna om hur ett svenskt fotografiskt museum skulle utformas var tanken på ett fotoarkiv stark från början och att skapa ett bibliotek blev därmed en naturlig följd. Det finns liknande boksamlingar som är kopplade till ett museum på andra platser, där fotoavdelningen vid The Museum of Moderna Art i New York är en tydlig förebild, liksom biblioteken vid fotomuseet i Antwerpen och Museum Folkwang i Essen. Ett annat exempel är La bibliothèque Roméo Martinez, biblioteket vid Clarion de la Photographie i Paris. Grunden till boksamlingen kom, liksom fotografisamlingen, från The Gernsheim Duplicate Collection, Helmer Bäckströms boksamling samt Fotografiska Föreningens bibliotekssamling. I dessa tre specialsamlingar ingår särskilt tidig fotografisk litteratur från 1800-talet och 1900-talets början. Bibliotekets samlingar uppgick till cirka 30 000 volymer och täckte in de flesta ämnesområden inom det fotografiska fältet: fotohistoria, litteratur om/av enskilda fotografer, samlingsverk och tematiska bokverk, fototeori och estetik, teknik, bevarande, produktkataloger, uppslagsverk, utställningskataloger och tidskrifter. Boksamlingen var från början en del av fotoutställningarna och man kombinerade ofta hängningarna med fotografernas böcker och tidskrifter utlagda i montrar.